# 李遠川
李遠川教授（英語：Yuan-Chuan Lee，1932年3月30日—），新竹市人，美籍臺裔生物學家，是前中央研究院院長李遠哲的長兄。1994年當選中央研究院院士 ﹝生命科學組﹞。
自1965年迄今，在美國約翰霍普金斯大學任教長達約40年的時間。

## 學歷
- 國立臺灣大學農化系學士（1955年）
- 國立臺灣大學農化系碩士（1957年）
- 美國愛荷華大學生化博士（1962年）

## 經歷
- 約翰霍普金斯大學, Assistant Professor (1965 — 1970), Associate Professor (1970 — 1974), Professor (1974 — 2011), Research Professor (2011 — )
- Visiting Professor, Kyoto University, Japan (1980)
- 中央研究院 Visiting Professor, Inst. Biol. Chem. (1987)
- Visiting Professor, Beijing Medical University, China (1988)
- Visiting Professor, Shanghai Medical University, China (1991)
- Corresponding Research Investigator(通信研究員), Academia Sinica (1995 — )
- Executive Board, Chemistry and Biology Interface, Johns Hopkins Univ. (2009 — )

## 研究領域與興趣
李遠川教授畢生鑽研醣類化學，以其在「醣類結構分析」的傑出貢獻，榮獲美國化學學會2001年「哈德森獎」（Claude Hudson Award）。
李是醣類結構分析的先驅者，多年來發展出一系列醣類的定量和定性分析法，例如高品質陰離子醣類分離法（HPAEC），是已公認醣類微量分析的典範。
他的研究讓人類得以深入了解俗稱碳水化合物的醣類結構，從而探究醣類在生命現象中扮演的關鍵角色。
另外對於講學及指導後進也是不遺餘力，每年固定返國指導母校生化所及中研院研究員進行研究，並促成中研院成立國內第一個「細胞醣類生物學」研究群，一本他對學術研究的執著。
在音樂、攝影及烹飪也都有職業水準。

## 學術榮譽
- 美國國家衛生研究院 Res. Career Devel. Award (1972-1977)
- Jap. Soc. Adv. Sci. Fellowship (1980)
- 美國國家衛生研究院 MERIT Award (1986-1995)
- 中央研究院 Special Chair Lectureship (1987)
- Herbert Sober Lectureship Award (1994)
- 日本東京工業大學特聘教授 (1995)
- 美國國家衛生研究院 Fogarty Fellowship Award (1995-1998)
- 中央研究院 李卓皓紀念獎 (1996)
- 美國化學學會 Claude Hudson Award（英语：Claude S. Hudson Award） (2002)
- 名譽客座教授, 克罗地亚University of Osijek
- 國立清華大學 客座講座教授
- The Rosalind Kornfeld Award for Lifetime Achievement in Glycobiology, Society for Glycobiology (2011)

## 家庭
李遠川是李家一門三傑「兄弟」的大哥，李遠哲是二弟；李遠鵬為五弟。

## 外部連結
- 李遠川院士基本資料[永久]
- 約翰霍普金斯大學簡介